# Jü Šu-čen
Jü Šu-čen (čínsky pchin-jinem Yú Shūzhēn, znaky 余淑珍, POJ: Û Siokchin), (* 25. ledna 1980) je bývalá tchajwanská zápasnice – judistka.

## Sportovní kariéra
V tchajwanské ženské reprezentaci se prosadila v roce 1995 jako patnáctiletá v superlehké váze do 48 kg. V roce 1996 startovala na olympijských hrách v Atlantě, kde nestačila ve druhém kole na domácí Američanku Hillary Wolfovou. V roce 2000 se na olympijské hry v Sydney nekvalifikovala a na větších mezinárodních turnajích se již neobjevovala.

## Výsledky
| Turnaj            | 1995            | 1996            | 1997            | 1998            | 1999            | 2000            |
| Turnaj            | 15              | 16              | 17              | 18              | 19              | 20              |
| Turnaj            | superlehká váha | superlehká váha | superlehká váha | superlehká váha | superlehká váha | superlehká váha |
| ----------------- | --------------- | --------------- | --------------- | --------------- | --------------- | --------------- |
| Olympijské hry    |                 | úč.             |                 |                 |                 | —               |
| Mistrovství světa | úč.             |                 | —               |                 | úč.             |                 |
| Asijské hry       |                 |                 |                 | 7.              |                 |                 |
| Mistrovství Asie  | 2.              | 3.              | 3.              |                 | 3.              | ?               |
| MS juniorů        |                 | 3.              |                 | úč.             |                 |                 |